# Ildefons Haas
Ildefons Haas OSB (* 23. April 1735 in Offenburg; † 30. Mai 1791 in Ettenheimmünster) war ein deutscher Benediktinermönch, Kirchenmusiker und Komponist.
Er wirkte in der Abtei Ettenheimmünster.

## Leben
Ildefons Haas wurde 1735 in Offenburg geboren. Bereits in Kindheit und Jugend erfuhr er eine musikalische Ausbildung. Er spielte Violine und trat als Sänger hervor. Er besuchte das Gymnasium des Franziskanerklosters in seiner Geburtsstadt. 1750 trat er in das Benediktinerkloster Ettenheimmünster ein. Dieses war eine geachtete Stätte der barock-religiösen Kunst (Malerei, Musik, Architektur, Literatur). Ab 1769 stand eine Orgel von Johann Andreas Silbermann zur Verfügung. Zu seinen Lehrern in jener Zeit gehörte Johann Stamitz. In brieflichem Kontakt stand er mit Isfrid Kayser, J.G. Portmann und Abbé Vogler. Dank dieser Kontakte und durch sein immer perfekteres Violinspiel galt er bald als der beste Violinist und Kirchenkomponist im süddeutschen Raum.
1759 erhielt Ildefons Haas die Priesterweihe.
Neben seiner Tätigkeit als Komponist arbeitete Haas auch als Bibliothekar und übersetzte eine Reihe theologischer Werke ins Deutsche.

## Musikalisches Schaffen
Haas hat ein umfangreiches Werk in nahezu allen Gattungen kirchlicher Vokalmusik hinterlassen. Seine Werke standen bei den Zeitgenossen in hohem Ansehen, gerieten später aber in Vergessenheit. In jüngerer Zeit macht sich vor allem sein früherer Wirkungsort Ettenheimmünster um die Pflege seines Erbes verdient. Musikalisch ist das Schaffen von Haas dem Höhepunkt und Ausklang der Barockmusik zuzuordnen.
Das Offertorium Exsultate, jubilate ist auf der CD Festliche Musik aus Südwestdeutschen Benediktinerklöstern des Labels Ars Musici erschienen.
Weitere Offertorien wurden bei Chorkonzerten in der Kirche zu Ettenheimmünster in Live-Mitschnitten auf CD aufgenommen. Die beiden CDs mit süddeutscher Orgelmusik des 18. Jahrhunderts, von Bernhard Klär an der Silbermannorgel zu Ettenheimmünster gespielt, enthalten einige Werke (Transkriptionen) von P. Ildefons Haas und sind beim Mesner der Kirche in Ettenheimmünster erhältlich.

## Werke
- XXXII Hymni Vespertini de omnibus cum Domini tum Sanctorum praecipuis festis ... à 5 v., Canto (Tenore), Alto (Basso), duobus Violinis & duplici Basso Generali. Op. I., Augsburg 1764, Lotter;
- XV Offertoria pro omni die ac festo per annum f. 2 V., Vc., Org. u. Va., 2 Hr., 2 Clarini, Pauken ad lib. Op. II., ebda. 1766; P. Pirmin Hahns, Benediktiners zu Gengenbach, Geistl. Arien, m. Melodien in melismatischer Schreibart versehen ... Erste Slg. bestehend in vierzig Arien ... Drittes Werk, ebda. 1769; dass., Zweite Slg. (1790 druckfertig);
- Salve Regina f. A., 2 V. u. Org. in Boßler, Mus. Korrespondenzbl., 1791;
- »Wie weit mein Heiland«, Lied f. 4 St. u. Org., ebda., 1791; erstes Schauspiel f. Offenburg 1759;
- XXXIV Antiphonae Marianae; VI Messen zum Gebrauche der Landkirchen f. Singst. u. Org. (1784 druckbereit);
- II Vespern, de Dominica u. de Beata, m. Begl. v. V., obligaten Klar. u. Hr. (1788 druckbereit);
- Fragen u. Zweifel, jedem Tongelehrten zu beliebiger Beantwortung empfohlen in Boßler, Mus. Korrespondenzbl., 1789;
- verschiedene theologische u. asketische Werke.